# Gare de Vehkala
La gare de Vehkala (en finnois : Vehkalan rautatieasema, en suédois : Veckals järnvägsstation) est une gare ferroviaire du transport ferroviaire de la banlieue d'Helsinki située dans le quartier de Myllymäki à Vantaa en Finlande.

## Situation ferroviaire
La gare de Vehkala est entre la gare de Vantaankoski et la gare de Kivistö.
La gare est au nord du Kehä III et à l'ouest de l'Hämeenlinnanväylä.

## Service des voyageurs
La gare de Vehkala est desservie par les trains de banlieue I ET P.
La gare est desservie par les lignes de bus 433, 433K qui circulent entre Martinlaakso et Kivistö.